# Ангел Доцев
Ангел Георгиев Доцев е български офицер, генерал-майор, помощник-началник на Щаба на войската (1944) и командир на 11-а пехотна дивизия (1944 – 1945) през Втората световна война (1941 – 1945).

## Биография
Ангел Доцев е роден на 28 септември 1895 г. в софийското село, днес град Костенец. През 1916 г. завършва Военното училище в София и на 5 октомври е произведен в чин подпоручик. Взема участие в Първата световна война (1915 – 1918), като на 30 май 1918 г. е произведен в чин поручик, а на 20 януари 1923 г. в чин капитан. През 1928 г. е назначен на служба в 7-и артилерийски полк, през 1933 г. завършва Военната академия, а през 1934 г. е преназначен в 7-и дивизионен артилерийски полк, като на 26 август с.г. е произведен в чин майор. От 1935 г. е на служба в 2-ри армейски артилерийски полк, а от 1936 г. е инспектор на класовете във Военната академия.
На 6 май 1938 г. е произведен в чин подполковник и през същата година служи в щаба на 2-ра армейска област, след което отново от същата година е секретар на Висшия съвет за народна отбрана. През следващата година е назначен за началник на мобилизационното отделение към Щаба на войската. От 1940 г. началник-щаб на 3-та армия, като на 6 май същата година е произведен в чин полковник. През 1942 г. е назначен за началник на отдел в Щаба на войската, на 6 май 1940 г. е произведен в чин генерал-майор, а на 14 септември 1944 г. с министерска заповед № 123 е назначен за помощник-началник на щаба на войската. Между 1944 и 1945 г. е командир на 11-а пехотна дивизия, след което през 1945 г. е назначен за командир на 6-а пехотна бдинска дивизия. Уволнен на 31 юли 1946 г. в „интерес на службата“.. След това е следен от Държавна сигурност  Според справка на същата е участвал в бойните действия на Източния фронт, писал е инструкция за борба с партизаните и участвал и в двата преврата (9 юни 1923 и 19 май 1934).

## Семейство
Генерал-майор Ангел Доцев е женен и има 1 дете.

## Военни звания
- Подпоручик (5 октомври 1916)
- Поручик (30 май 1918)
- Капитан (30 януари 1923)
- Майор (26 август 1934)
- Подполковник (6 май 1937)
- Полковник (6 май 1940)
- Генерал-майор (6 май 1944)